# 3925 Tretʹyakov
3925 Tretʹyakov (1977 SS2) là một tiểu hành tinh vành đai chính được phát hiện ngày 19 tháng 9 năm 1977 bởi L. Zhuravleva ở Nauchnyj.